# Barranc del Carant de l'Os
El barranc del Carant de l'Os és un barranc que discorre íntegrament pel terme de Conca de Dalt, al Pallars Jussà, dins del seu antic terme de Toralla i Serradell, en territori que fou del poble de Serradell.
Neix a l'extrem meridional del Cornàs, des d'on davalla en un breu recorregut cap al sud, deixant a ponent l'extrem sud-oriental del Serrat de Ladres. Finalment, arriba a la Plana de Pujol, on s'aboca en el barranc de la Boscarrera. Cap a la meitat del seu recorregut deixa al costat de llevant la Cova de Cuberes.